# Український соціум
«Український соціум» — український науковий журнал, фахове видання із соціологічних і економічних наук. Згідно з наказом Міністерства освіти і науки України від 28.12.2019 р. № 1643, журнал “Український соціум” включено до категорії "Б" Переліку наукових фахових видань України з економічних і соціологічних наук, спеціальності - 051 (Економіка), 054 (Соціологія).
У журналі публікуються наукові праці вітчизняних і зарубіжних учених, науковців, викладачів, аспірантів і спеціалістів у галузі соціології, педагогіки, економіки та політичних наук, а також розглядаються найцікавіші з наукової точки зору матеріали.
Видається з квітня 2002 року. Виходить 4 рази на рік. 
ISSN 1681-116X (print), ISSN 2518-735X (online), https://doi.org/10.15407/socium, УДК 316.3(05)
Журналу «Український соціум» присвоєно ідентифікатор друкованого медіа R30-02927.
Проблематика журналу: дослідження розвитку соціальних інститутів і соціальної структури, комплексний аналіз процесів трансформації усіх сфер суспільного життя, наукове вивчення взаємодії та взаємовпливу соціальних, економічних і політичних процесів, роль цінностей (у тому числі економічних, роботи, демократії), вивчення розвитку ринкових форм господарювання та конкуренції, розгляд актуальних аспектів інноваційного розвитку, моніторинг сприйняття населенням соціально-економічних процесів, рівня довіри суспільним інститутам, громадської та економічної активності.

## Засновники і видавець
Засновники (співзасновники) журналу:
- Державна установа «Інститут економіки та прогнозування НАН України»,
- Громадська організація "Український інститут соціальних досліджень імені Олександра Яременка",
- Інститут демографії та проблем якості життя Національної академії наук України,
- Громадська організація "Центр «Соціальний моніторинг»,

Видавець: Державна установа «Інститут економіки та прогнозування НАН України», Громадська організація "Український інститут соціальних досліджень імені Олександра Яременка"

## Ключові особи
Головні редактори: 2002 – канд. філос. наук Ганюков Олексій Адікович; 2003–2005 рр. – канд. екон. наук Яременко Олександр Олексійович; 2005–2022 рр. – канд. соціол. наук Балакірєва Ольга Миколаївна; 2022–2023 рр. – канд. соціол. наук Бондар Тетяна Василівна та д-р екон. наук, чл.-кор. НАН України Бородіна Олена Миколаївна; з 2024 р. –  д-р екон. наук, чл.-кор. НАН України Бородіна Олена Миколаївна та д-р соціол. наук Голіков Олександр Сергійович.

## Редакційна колегія
Афонін Е. А., Бандурка О. М., Бондар Т.В., Бородіна О. М., Войку М., Галустян Ю. М., Голіков О. С., Гуторов А. О., Дембіцький С. С., Дмитрук Д. А., Касянчук М. Г., Крючкова І. В., Кунс Б., Марценюк Т. О., Маффесолі М., Мікучка М., Міщенко М. Д., Могильний О. М.,  Павлова Д. М., Побережець О. В., Полякова О. Ю., Попова О. Л., Прибиткова І. М., Прокопа І. В., Резнік О. С., Рущенко І. П.,  Савельєв Ю. Б., Саррачино Ф., Середа Ю. В., Сіденко В. Р., Сокурянська Л. Г., Стрельник О. О., Супрун Н. А., Сяоінь Л., Толстоухов А. В., Толстоухова С. В., Черниш Н. Й.,  Шайгородський Ю. Ж., Шелудько Н. М., Шульга М. О., Янушаускене Д.

## Зареєстровано в таких вітчизняних і міжнародних базах даних
- з травня 2002 р. в Наукова періодика України (на сайті Національної бібліотеки України імені В.І. Вернадського)
- з травня 2012 р. в “Україніка наукова” (українському реферативному журналі “Джерело”);
- з червня 2014 р. в Google Scholar;
- з листопада 2014 р. в Index Copernicus;
- з листопада 2017 р. в Ulrich’s Periodicals Directory;
- з січня 2018 р. в ERIH PLUS;
- з квітня 2018 р. в WorldCat;
- з лютого 2019 р. в CrossRef. Журналу присвоєно індекс DOI https://doi.org/10.15407/socium;
- з листопада 2019 р. в Open Ukrainian Citation Index;
- з липня 2020 р. в Open Academic Journals Index (OAJI);
- з липня 2022 р. в Directory of Open Access Journals (DOAJ).